# Московский пожар (1488)
Пожа́р 13 а́вгуста 1488 го́да — крупный московский пожар, начавшийся на Болоте от горящей деревянной церкви Благовещения. Вскоре пожар затронул Кремль, повредил Великокняжеский дворец и Спасо-Преображенский монастырь, а также уничтожил первую пушечную избу, около Фроловской башни. В общей сложности погибло около пяти тысяч человек и пострадало столько же дворов.

## История
Во второй половине XV века в Великом княжестве Московском распространились эсхатологические ожидания. Юродивые и бродячие монахи часто предсказывали новые катастрофы, в том числе — пожары. В 1488 году, незадолго до Пасхи, монах из Паисиева монастыря «возопил» во время обращения Ивана III к народу: «Горети Москве на Велик день!». По приказу царя монаха схватили и заточили в Николо-Угрешском монастыре. Вскоре слух распространился по столице, после чего богатые жители стали покидать город. Пожар 13 августа 1488 года летописец связывал с предсказаниями монаха. В тот день загорелась деревянная церковь Благовещения на Болоте — исторической местности напротив Кремля. В источниках говорится: «после обеда на 9-м часе дни, загореся церковь на Москве на посаде Благовещение на Болоте, и оттого погоре, от града до Кулишки мало не дошло до Всех Святых, да до Покрова в Садах да по Неглинну». Этот храм неоднократно горел во время пожаров 1493 и 1547 годов. Огонь затронул Кремль, распространился по Замоскворечью и охватил восточную часть посада до Неглинной.
Во время возгорания у Фроловских ворот сгорели «мосты три», то есть деревянные настилы трёх ярусов кремлёвской башни. От огня пострадал Спасо-Преображенский монастырь, территория которого была впоследствии застроена дворцовыми помещениями. Сам монастырь перевели на Васильевский стан за Яузу. У Неглинной сгорела первая московская пушечная изба, после пожара её восстановили на новом месте подальше от Кремля. По свидетельствам источников, в общей сложности в городе сгорело 42 церкви (по другим данным — 30), пять тысяч дворов и погибло около пяти тысяч человек. Сохранившиеся данные помогли советскому историку и источниковеду Михаилу Тихомирову примерную численность населения Москвы того года: подсчитав сохранившиеся на посаде дома, он установил что в Москве было не менее 20 000 жителей.
Августовский пожар 1488 года, наряду с возгораниями 1453, 1458, 1470, 1473, 1475, 1480, 1485, и двумя пожарами 1493 года способствовали введению в Москве первых мер противопожарной безопасности.